# Lesosibirsk
Lesosibirsk (ru. Лесосибирск) este un oraș din regiunea Krasnoiarsk, Federația Rusă, cu o populație de 65.374 locuitori.
1. ↑  OKTMO 179/2016, accesat în 20 octombrie 2016